# New England Conservatory of Music
Il New England Conservatory of Music (NEC) si trova a Boston (Massachusetts) ed è il più antico conservatorio indipendente degli Stati Uniti.